# Genaro Celayeta
Genaro Celayeta San Sebastián (Vera de Bidasoa, 9 novembre 1954 – 9 febbraio 2008) è stato un calciatore spagnolo, di ruolo difensore.

## Carriera

### Club
Disputò cinque stagioni al San Sebastián, squadra filiale della Real Sociedad, in Tercera División. Nel 1978 entrò a far parte della prima squadra, in massima serie.
Nella stagione 1979-1980 la Real Sociedad arrivò al secondo posto in campionato, battendo il record di imbattibilità nella Liga spagnola, con 32 partite senza subire sconfitte
La squadra basca riuscì a vincere il suo primo campionato nel 1981, e a ripetere il trionfo nella stagione successiva. Nel 1982 vinse anche la Supercoppa di Spagna.
Nel 1986 Celayeta lasciò la Real Sociedad (dopo 302 partite ufficiali) e si trasferì al Sabadell. Giocò due stagioni in Primera División con i catalani, collezionando 38 partite. Nel 1988 il Sabadell retrocesse e Celayeta si ritirò, all'età di 33 anni.

### Nazionale
Celayeta collezionò anche 6 presenze con la Nazionale spagnola, nel 1980. Debuttò contro i Paesi Bassi il 23 gennaio, a Vigo, allenato da László Kubala. La sua ultima presenza fu il 12 novembre dello stesso anno, a Barcellona, contro la Polonia, allenato da José Santamaría.

## Palmarès

### Club

#### Competizioni nazionali
- Primera División spagnola: 2

Real Sociedad: 1980-1981, 1981-1982
- Supercoppa di Spagna: 1

Real Sociedad: 1982